# 华夏视听环球传媒
华夏视听环球传媒（北京）股份有限公司，简称华夏视听环球传媒、华夏视听，是中国大陆的一家跨媒体内容制作及经营的传媒机构，于2005年在北京市成立，其主要业务为影视剧制作。

## 作品

### 電視劇
- 2009年前 《射雕英雄传》《天龙八部》《神雕侠侣》《碧血剑》《鹿鼎记》《倚天屠龙记》《大唐游侠传》《京华烟云》《夜幕下的哈尔滨》《悲伤时唱首歌》《金茂祥》《粉红女郎》《屋顶上的绿宝石》《幸福像花儿一样》《结婚十年》《白领公寓》《因为有你》《长江一号》《霍元甲》《上海往事》《烈爱年代》《风尘三侠之红拂女》《偶然》
- 2009年《四世同堂》
- 2010年《准妈妈四重奏》
- 2011年《生死桥》
- 2012年《山河恋·美人无泪》
- 2013年《笑傲江湖》《青春期撞上更年期2》《像火花像蝴蝶》《真爱惹麻烦》
- 2014年《神雕侠侣》
- 2019年《倚天屠龙记》

#### 2018年湖南卫视首轮剧
- 《封神》
- 《梦回朝歌》(与欢娱影视合作)
- 《凤囚凰》(与欢娱影视合作)

### 電影
- 2013年《宫锁沉香》《一夜惊喜》

## 艺人
华夏视听于2007年正式成立艺人发展中心，有演艺经纪部、媒体公关部、活动专案部等下属机构。
江宏恩、林炜、侯怡君、徐爱心、路晨、刘添月、邹宗胜、刘竞、周德华、陈冠霖

## 外部
- 官方网站
- 华夏视听环球传媒的新浪微博